# Mithracidae
Mithracidae (лат.) — семейство крабов из надсемейства Majoidea (или подсемейство Mithracinae в составе Majidae). Некоторые виды, такие как Mithraculus coryphe, популярны среди аквариумистов, а виды, достигающие больших размеров, такие как Mithrax spinosissimus, поддерживают небольшой промысел в Карибском регионе.

## Описание
Крабы-митрациды относятся к группе обитателей преимущественно приливных рифов и обломков, обитающих как в тропических, так и в субтропических морях. Несмотря на их относительное повсеместное распространение во многих средах с твёрдым грунтом, до сих пор не существует единого мнения относительно их филогенетических связей и того, к какому подсемейству или семейству их следует относить. Виды, отнесённые в настоящее время к подсемейству Mithracinae, встречаются в тропических и субтропических местах обитания от гребней коралловых рифов до щебня и грубодисперсных субстратов на глубинах от литорали до 450 м. Многие виды образуют тесные ассоциации с кораллами, губками и актиниями.
Многие виды этой группы имеют сетчатые ножные придатки и крючковатые волоски на карапаксе, но не все представители этого семейства демонстрируют сложное декоративное поведение, наблюдаемое в других семействах Majoidea. Некоторые виды, такие как Mithraculus coryphe (Herbst, 1801), популярны среди аквариумистов, а виды, достигающие больших размеров, такие как Mithrax spinosissimus (Lamarck, 1818), поддерживают небольшой промысел в Карибском регионе.

## Систематика
Систематика Mithracinae (Mithracidae, если рассматривать их в ранге семейства) представляет собой сложную задачу, поскольку постоянные пересмотры и недавние споры подчёркивают, как мало известно об эволюционных отношениях между этими распространёнными крабами. Принятая таксономия представителей Mithracinae менялась несколько раз за последние десятилетия, с несоответствием между некоторыми результатами из-за противоречивых выводов, интерпретируемых на основе взрослых и личиночных морфологических признаков. Эти пересмотры происходили на всех уровнях внутри группы от подсемейства-семейства до видового и даже подвидового уровня, и многие из них остаются спорными. До настоящего времени было опубликовано мало молекулярно-филогенетических данных, подтверждающих или опровергающих эти пересмотры, и эта проблема была решена только во втором десятилетии XXI века.
В 2014 году после анализа молекулярных и морфологических признаков роды Coelocerus, Cyclocoeloma, Cyphocarcinus, Leptopisa, Micippa, Picrocerodes, Stenocionops и Tiarinia условно исключены из Mithracidae s.s., а Hemus и Pitho включены в него. Эта группа, в соответствии с рангом и составом, описанными в последних каталогах 2008 и 2009 года (Ng et al., 2008; De Grave et al., 2009), ранее была представлена 17 современными родами, с ~35 видами в Мексиканском заливе и прилегающей западной Атлантике, 27 видами в восточной части Тихого океана и 30 видами в индо-западной части Тихого океана. В синопсисе современных крабов (Brachyura), составленном Нг с соавторами (2008), 17 родов и 108 видов отнесены к подсемейству, включая некоторые роды, которые ранее не рассматривались в качестве членов Mithracinae (например, Coelocerus A. Milne-Edwards, 1875 и Picroceroides Miers, 1886)
- Ala Lockington, 1877
- Amphithrax Windsor & Felder, 2017[8]
- †Disspinamithrax Feldmann, Schweitzer & Casadío, 2023[9]
  - †Disspinamithrax santacruzensis Feldmann, Schweitzer & Casadío, 2023
- Hemus A. Milne-Edwards, 1875 (in A. Milne-Edwards, 1873—1880)
- Maguimithrax Klompmaker, Portell, Klier, Prueter & Tucker, 2015[10]
  - Maguimithrax spinosissimus (Lamarck, 1818)
- Microphrys H. Milne Edwards, 1851
- Mithraculus White, 1847
- Mithrax Latreille, 1816
- Nemausa A. Milne-Edwards, 1875 (in A. Milne-Edwards, 1873—1880)
- Nonala Windsor & Felder, 2014[1]
  - Nonala holderi (Stimpson, 1871)
- Omalacantha Streets, 1871
- Petramithrax Windsor & Felder, 2014[1]
  - Petramithrax pygmaeus (Bell, 1836)
- Pitho Bell, 1836
- Teleophrys Stimpson, 1860
- Thoe Bell, 1836[11]

- Damithrax spp.
- Maguimithrax spinosissimus
- Mithraculus sculptus
- Nemausa windsorae